# Championnat du Mexique de football 1960-1961
Navigation
Saison précédente Saison suivante
La Primera División 1960-1961 est la dix-huitième édition de la première division mexicaine.
Lors de ce tournoi, le Chivas de Guadalajara a conservé son titre de champion du Mexique face aux treize meilleurs clubs mexicains.
Chacun des quatorze clubs participant au championnat était confronté deux fois aux treize autres.

## Les 14 clubs participants
| \| Mexico: Club América CF Atlante Club Necaxa Guadalajara: CF Atlas Chivas de Guadalajara Oro de Jalisco Zacatepec CF Tampico Oro Morelia CF Monterrey Deportivo Toluca FC FC León Mexico Guadalajara Deportivo Irapuato Club Celaya \| Localisation des clubs engagés dans le championnat. |
| Mexico: Club América CF Atlante Club Necaxa Guadalajara: CF Atlas Chivas de Guadalajara Oro de Jalisco Zacatepec CF Tampico Oro Morelia CF Monterrey Deportivo Toluca FC FC León Mexico Guadalajara Deportivo Irapuato Club Celaya                                                           |

| Club                  | Stade                        | Capacité          | Ville                |
| Club América          | Stade Olímpico Universitario | 62 214            | Mexico               |
| CF Atlante            | Stade inconnu                | Capacité inconnue | Mexico               |
| CF Atlas              | Stade Jalisco                | 56 713            | Guadalajara          |
| Club Celaya (en)      | Stade Miguel Alemán          | 25 500            | Celaya               |
| Chivas de Guadalajara | Stade Jalisco                | 56 713            | Guadalajara          |
| Deportivo Irapuato    | Stade inconnu                | Capacité inconnue | Irapuato             |
| Oro de Jalisco        | Stade Jalisco                | 56 713            | Guadalajara          |
| FC León               | Stade inconnu                | Capacité inconnue | León                 |
| CF Monterrey          | Stade Tecnológico            | 33 485            | Monterrey            |
| Oro Morelia           | Campo Morelia                | Capacité inconnue | Morelia              |
| Club Necaxa           | Parque Oblatos               | Capacité inconnue | Mexico               |
| CF Tampico            | Stade inconnu                | Capacité inconnue | Tampico              |
| Club Toluca           | Stade Nemesio Díez           | 27 000            | Toluca               |
| Zacatepec             | Stade Coruco Díaz            | 16 000            | Zacatepec de Hidalgo |

## Compétition
Les quatorze équipes s'affrontent à deux reprises selon un calendrier tiré aléatoirement.
Le classement est établi sur l'ancien barème de points (victoire à 2 points, match nul à 1, défaite à 0).
Le départage final se fait selon les critères suivants si le titre ou la relégation sont en jeu :
- Le nombre de points.
- Un match de départage.

Sinon le départage final se fait selon les critères suivants :
- Le nombre de points.
- La différence de buts générale.
- La différence de buts particulière.
- Le nombre de buts marqué à l'extérieur.
- Le tirage au sort.

### Classement
| Rang | Équipe                    | Pts | J  | G  | N  | P  | Bp | Bc | Diff |
| ---- | ------------------------- | --- | -- | -- | -- | -- | -- | -- | ---- |
| 1    | Chivas de Guadalajara (T) | 39  | 26 | 17 | 5  | 4  | 53 | 29 | +24  |
| 2    | Oro de Jalisco            | 32  | 26 | 14 | 4  | 8  | 37 | 24 | +13  |
| 3    | CF Atlas                  | 29  | 26 | 11 | 7  | 8  | 38 | 31 | +7   |
| 4    | Club Necaxa               | 29  | 26 | 9  | 11 | 6  | 35 | 34 | +1   |
| 5    | FC León                   | 26  | 26 | 11 | 4  | 11 | 36 | 34 | +2   |
| 6    | Club América              | 26  | 26 | 8  | 10 | 8  | 29 | 28 | +1   |
| 7    | CF Tampico (C)            | 26  | 26 | 10 | 6  | 10 | 44 | 43 | +1   |
| 8    | Zacatepec                 | 26  | 26 | 10 | 6  | 10 | 44 | 51 | -7   |
| 9    | Club Toluca               | 24  | 26 | 8  | 8  | 10 | 41 | 37 | +4   |
| 10   | CF Atlante                | 23  | 26 | 8  | 7  | 11 | 33 | 40 | -7   |
| 11   | Oro Morelia               | 23  | 26 | 6  | 11 | 9  | 25 | 31 | -6   |
| 12   | Deportivo Irapuato        | 21  | 26 | 7  | 7  | 12 | 39 | 47 | -8   |
| 13   | CF Monterrey (P)          | 21  | 26 | 7  | 7  | 12 | 31 | 44 | -13  |
| 14   | Club Celaya (en)          | 19  | 26 | 6  | 7  | 13 | 25 | 38 | -13  |

| Légende : Qualifications et relégations | Légende : Qualifications et relégations                                                              |
| --------------------------------------- | --- |
|                                         | Relégué en Primera División A                                                                        |
|                                         | (T) : Tenant du titre (C) : Vainqueur de la Copa México 1960-1961 (P) : Promu de la saison 1959-1960 |

## Bilan du tournoi
| Tableau d'Honneur    |                       |
| Compétition          | Vainqueur             |
| Primera División     | Chivas de Guadalajara |
| Copa México          | CF Tampico            |
| Campeón de Campeones | Chivas de Guadalajara |

| Promotions et relégations     |                         |
| Relégué en Primera División A | Club Celaya (en)        |
| Promu de Primera División A   | Deportivo Nacional (en) |